# 源師俊
源 師俊（みなもと の もろとし）は、平安時代後期の公卿・歌人。村上源氏、左大臣・源俊房の子。大納言・源師忠の養子。官位は従三位・権中納言。

## 経歴
白河院政期前期の寛治4年（1090年）従五位下に叙爵。弾正少弼・兵部権大輔・民部権大輔を務める一方で、嘉承2年（1107年）従五位上、永久3年（1115年）正五位下と昇進した。
永久4年（1116年）右少弁に任ぜられると、保安3年（1122年）左少弁、保安4年（1123年）右中弁、保安5年（1124年）従四位下、大治元年（1126年）従四位上、大治4年（1129年）正四位下、大治5年（1130年）左中弁と弁官を務めながら昇進する。この間の大治2年（1127年）には大原野祭行事に欠席したため、一時右中弁を止められている。
鳥羽院政期初頭の天承元年（1131年）蔵人頭兼右大弁となり、長承2年（1133年）参議として公卿に列した。参議任官後も左右大弁を兼ねる一方で、皇后・藤原泰子の皇后宮権大夫も務め、長承3年（1134年）には従三位に叙せられている。長承4年（1135年）権中納言に至り、20年近くに亘った弁官の職を離れた。
保延2年（1136年）5月13日に病のため出家し、塔の本の入道中納言と称された。永治元年（1141年）12月7日薨去。享年62。

## 人物
元永元年（1118年）10月2日の「内大臣忠通歌合」などに参加するなど歌人として活発に活動していたらしく、『金葉和歌集』（5首）以下の勅撰和歌集に10首入集している。漢詩にも優れていたとされるが、現在伝わっているのは『和漢兼作集』の2篇のみである。

## 官歴
注記のないものは『公卿補任』による。
- 寛治4年（1090年） 正月7日：従五位下
- 承徳3年（1099年） 正月：弾正少弼
- 康和5年（1103年） 2月30日：兵部権大輔
- 長治3年（1106年） 3月14日：昇殿
- 嘉承2年（1107年） 正月7日：従五位上（輔労）。9月19日：止昇殿（堀河天皇晏駕）
- 天仁元年（1108年） 日付不詳：昇殿
- 天仁3年（1110年） 正月28日：民部権大輔
- 永久元年（1113年） 9月4日：丹波守
- 永久3年（1115年） 9月21日：正五位下（上皇御幸宇治賞）。12月16日：相伝尾張守
- 永久4年（1116年） 正月30日：右少弁
- 元永2年（1119年） 12月15日：去守
- 保安3年（1122年） 12月22日：左少弁[3]
- 保安4年（1123年） 12月20日：右中弁[3]
- 保安5年（1124年） 正月6日：従四位下（弁労）。正月22日：兼備前介
- 大治元年（1126年） 12月23日：従四位上（治国）
- 大治2年（1127年） 11月13日：停右中弁（依大原野祭行事欠也）[3]。12月28日：還任
- 大治4年（1129年） 11月7日：正四位下（行幸大原野賞）
- 大治5年（1130年） 10月5日：左中弁
- 天承元年（1131年） 12月22日：蔵人頭、右大弁
- 長承2年（1133年） 正月29日：参議、大弁如元、
- 長承3年（1134年） 2月28日：左大弁。3月19日：皇后宮権大夫（皇后・藤原泰子）。4月2日：勘解由長官。4月9日：従三位（皇后宮行啓正親町殿賞）
- 長承4年（1135年） 正月28日：兼美作権守。4月9日：権中納言。8月21日：皇后宮権大夫如元。12月：兼治部卿?[4]
- 保延2年（1136年） 5月13日：出家
- 永治元年（1141年） 12月7日：薨去

## 系譜
- 父：源俊房
- 母：平重経の娘
- 妻：源俊頼の娘
  - 男子：源師国
- 妻：源実俊の娘
  - 男子：源師盛
- 妻：女房あめつち[5]
  - 男子：寛勝（?-1149）
- 生母不明の子女
  - 女子：藤原頼長室
  - 女子：源雅国室